# リズム (テレビドラマ)
『リズム』は、2023年7月5日（4日深夜）から7月26日（25日深夜）まで、フジテレビの「火曜ACTION!」枠（関東ローカル）で放送されたテレビドラマ。主演はドラマ初主演となる岡本圭人。

## キャスト

### 主要人物
舞城傑（まいじょう すぐる）
演 - 岡本圭人
妻とのすれ違いに悩んでいた際、あるきっかけでダンスと出会う。

### 周辺人物
舞城和歌子（まいじょう わかこ）
演 - 岡本玲
傑の妻。
立花めぐみ（たちばな めぐみ）
演 - 吉柳咲良
高校生。ダンスの実力はスクールでトップレベルだが、なぜか踊らずに見学だけしている。
尾木文男（おぎ ふみお）
演 - 岡部たかし
会社員。医療品メーカーの課長。傑と同じタイミングでダンススクールの体験レッスンに参加した。
加賀美遥子（かがみ ようこ）
演 - 映美くらら
ダンススクールの講師。

## スタッフ
- プロデュース - 佐々木萌[1]
- 制作プロデューサー - 古郡真也（FILM）[1]
- 演出 - 森脇智延（FILM）[1]
- 脚本 - 相馬光[1]
- 制作協力 - FILM[1]
- 制作 - フジテレビ ドラマ・映画制作部[1]
- 制作・著作 - フジテレビジョン[1]

## 放送日程
| 話数   | 放送日  | サブタイトル                                  |
| ------ | ------- | --------------------------------------------- |
| 第1話  | 7月05日 | 岡本圭人主演!ダンスが人生を変えていく!?       |
| 第2話  | 7月12日 | 踊りたいのに踊れない…トラウマを克服できるか!? |
| 第3話  | 7月19日 | 話したいのに話せない…これってハラスメント!?   |
| 最終話 | 7月26日 | ダンスで伝えたい… “自分なんか”からの卒業      |